# Melanargia semigalenides
Melanargia semigalenides är en fjärilsart som beskrevs av Hermann Stauder 1929. Melanargia semigalenides ingår i släktet Melanargia och familjen praktfjärilar. Inga underarter finns listade i Catalogue of Life.